# Villadin
Villadin település Franciaországban, Aube megyében. Lakosainak száma 105 fő (2022. január 1.). Villadin Faux-Villecerf, Marcilly-le-Hayer, Saint-Lupien és Aix-Villemaur-Pâlis községekkel határos.

## Népesség
A település népessége az elmúlt években az alábbi módon változott:
| Lakosok száma | 152  | 121  | 102  | 141  | 122  | 116  | 112  | 107  | 105  | 105  |
|               | 1968 | 1982 | 1990 | 2006 | 2013 | 2015 | 2017 | 2019 | 2020 | 2022 |